# Шульгінка
Шу́льгінка (рос. Шульгинка) — село (колишнє селище) у складі Совєтського району Алтайського краю, Росія. Адміністративний центр Шульгінської сільської ради.

## Населення
Населення — 1404 особи (2010; 1642 у 2002).
Національний склад (станом на 2002 рік):
- росіяни — 96 %